# CRIMM

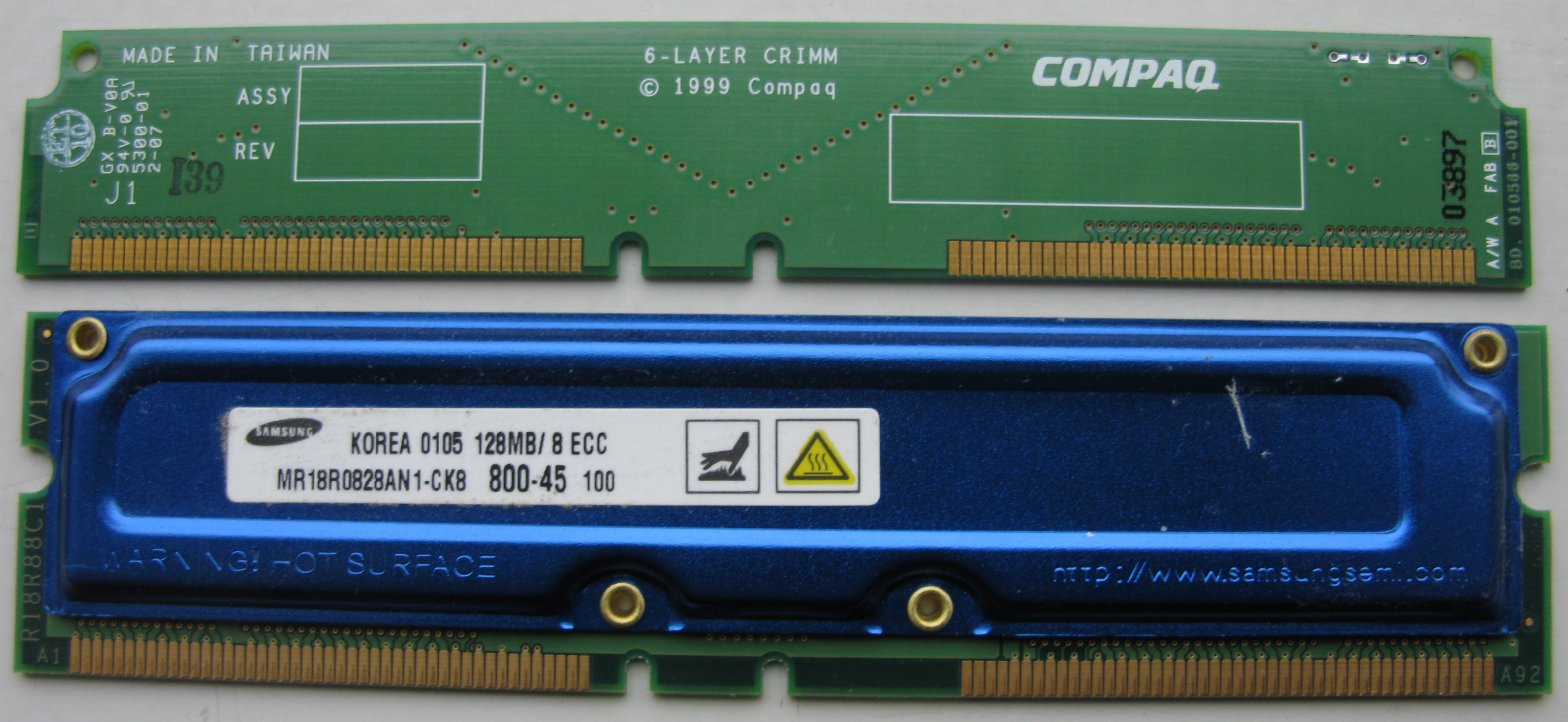
Ein RDRAM und sein zugehöriges CRIMM

Die Abkürzung CRIMM steht für Continuity Rambus In-Line Memory Module und bezeichnet passive Elemente, die auf einigen Computerhauptplatinen erforderlich sind, um RDRAM-Speicher (spezielles Speichermodul der Firma Rambus) korrekt funktionieren zu lassen. Einige Speichercontroller für RDRAM-Speicher erfordern, dass tatsächliche Speichermodule in Paaren installiert werden und dass leere Steckplätze mit einem CRIMM terminiert werden. 